# RIZIN LANDMARK 4
ANGEL CHAMPAGNE presents RIZIN LANDMARK 4 in NAGOYA（エンジェルシャンパン・プレゼンツ・ライジン・ランドマーク・フォー・イン・ナゴヤ）は、日本の総合格闘技団体「RIZIN」の大会の一つ。
2022年11月6日に愛知県名古屋市愛知県体育館（ドルフィンズアリーナ）で開催された。

## 概要
愛知県体育館での開催は2019年8月18日のRIZIN.18以来3年3ヶ月ぶり3度目となった。これまでのRIZIN LANDMARKはU-NEXTなどの有料ライブ配信に特化した開催地非公表かつ観客の人数を抑えたスタジオマッチとして開催されてきたが、六角形ケージを用いた大会として計3回開催され、共催者CEOのスキャンダルの影響に伴い休止状態となったRIZIN TRIGGERを統合する形で、本大会からケージを用いた有観客の大会としてリニューアルされた。そのため、今までのRIZIN LANDMARKの後に用いられてきた『vol.○○（数字）』は『vol.』の部分を省き、『○○（数字） in ○○（開催地）』に変更された。
入場コールを担当しているレニー・ハートは、喉と声のトラブルを理由に本大会から休養に入った。

## 対戦カード

### オープニングファイト
第1試合 キックボクシングルール 53.0kg契約ワンマッチ 3分3R
○  佐藤執斗vs.  KAZUNORI ×
1R 0:39 TKO（レフェリーストップ）
第2試合 MMAルール 57.0kg契約ワンマッチ 5分3R
○  久保健太 vs.  秀義 ×
2R 2:52 TKO（グラウンドでの膝蹴り）
第3試合 MMAルール 61.0kg契約ワンマッチ 5分3R
○  日比野"エビ中"純也 vs.  吉田陸 ×
3R 3:00 TKO（グラウンドパンチ）

### 本戦
第1試合 MMAルール 66.0kg契約ワンマッチ 5分3R
×  奥田啓介 vs.  久保優太 ○
1R 4:43 TKO（グラウンドでの肘打撃）
第2試合 MMAルール 61.0kg契約ワンマッチ 5分3R
×  魚井フルスイング vs.  ヤン・ジヨン ○
2R 4:13 KO（スタンドパンチ）
第3試合 MMAルール 61.0kg契約ワンマッチ 5分3R
○  アラン“ヒロ”ヤマニハ vs.  河村泰博 ×
3R終了 判定3-0
第4試合 MMAルール 66.0kg契約ワンマッチ 5分3R
○  青井人 vs.  鈴木博昭 ×
3R終了 判定3-0
第5試合 MMAルール 57.0kg契約ワンマッチ 5分3R
○  中村優作 vs.  征矢貴 ×
3R終了 判定2-1
第6試合 MMAルール 49.0kg契約ワンマッチ 5分3R
○  SARAMI vs.  ラーラ・フォントーラ ×
3R終了 判定3-0
第7試合 MMAルール 無差別級契約ワンマッチ 5分3R
○  カルリ・ギブレイン vs.  貴賢神 ×
 : 1R 4:35 TKO（グラウンドパンチ）
第8試合 MMAルール 120.0kg契約ワンマッチ 5分3R
×  ミノワマンZ vs.  侍マーク・ハント ○
1R 2:24 TKO（グラウンドパンチ）
第9試合 MMAルール 61.0kg契約ワンマッチ 5分3R
○  元谷友貴 vs.  倉本一真 ×
3R終了 判定3-0
第10試合 MMAルール 66.0kg契約ワンマッチ 5分3R
×  今成正和 vs.  鈴木千裕 ○
3R終了 判定0-3
第11試合 MMAルール キャッチウェイト70.0kg契約ワンマッチ 5分3R
×  弥益ドミネーター聡志 vs.  平本蓮 ○
3R終了 判定0-3

### カード変更
負傷などによるカード変更は以下の通り。
- 今成正和 vs. 摩嶋一整 → 摩嶋が左肘関節内側側副靭帯を損傷したため、 鈴木千裕が代役出場[2]。